# (10943) Brunier
(10943) Brunier ist ein Asteroid des Hauptgürtels, der am 20. März 1999 im Zuge der OCA-DLR Asteroid Survey am Observatorium in Caussols (IAU-Code 910) in Südfrankreich entdeckt wurde.
Der Asteroid wurde am 26. Juli 2000 nach dem französischen Fotografen, Reporter und Buchautor Serge Brunier (* 1958) benannt, der sich auf volkstümliche Darstellungen zur Astronomie spezialisiert hat.